# كلاوديو (لاعب كرة قدم، مواليد 1940)
كلاوديو (بالبرتغالية: Cláudio César de Aguiar Mauriz‏) هو لاعب كرة قدم برازيلي في مركز حراسة المرمى، ولد في 22 أغسطس 1940 في ريو دي جانيرو في البرازيل، وتوفي في 24 يونيو 1979 في نيويورك في الولايات المتحدة. لعب مع نادي سانتوس ونادي فلومينينسي.

## وصلات خارجية
- كلاوديو (لاعب كرة قدم) على موقع ناشيونال فوتبول تيمز (الإنجليزية)